# Chłopowo (gromada)
Chłopowo – dawna gromada, czyli najmniejsza jednostka podziału terytorialnego Polskiej Rzeczypospolitej Ludowej w latach 1954–1972.
Gromady, z gromadzkimi radami narodowymi (GRN) jako organami władzy najniższego stopnia na wsi, funkcjonowały od reformy reorganizującej administrację wiejską przeprowadzonej jesienią 1954 do momentu ich zniesienia z dniem 1 stycznia 1973, tym samym wypierając organizację gminną w latach 1954–1972.
Gromadę Chłopowo z siedzibą GRN w Chłopowie utworzono – jako jedną z 8759 gromad na obszarze Polski – w powiecie choszczeńskim w woj. szczecińskim na mocy uchwały nr V/42/54 WRN w Szczecinie z dnia 5 października 1954. W skład jednostki wszedł obszar dotychczasowej gromady Chłopowo i miejscowość Przybysław z dotychczasowej gromady Granowo ze zniesionej gminy Krzęcin oraz obszar dotychczasowej gromady Rębusz i miejscowość Bożejewko z dotychczasowej gromady Górzno ze zniesionej gminy Bierzwnik w tymże powiecie. Dla gromady ustalono 12 członków gromadzkiej rady narodowej.
1 stycznia 1962 gromadę zniesiono, a jej obszar włączono do gromad Bierzwnik (miejscowości Kosinek, Rębusz, Grzywna, Chełmienko, Roszkowice, Przykuna, Smędowa i Szczucz) i Krzęcin (miejscowości Putno, Chłopowo, Bociniec, Sowiniec, Pluskocin, Ligwiąca i Przybysław) w tymże powiecie.